# Rima Cauchy
Rima Cauchy és una estructura geològica del tipus rima a la superfície de la Lluna, situada amb el sistema de coordenades planetocèntriques a 12.7 ° de latitud N i 40.39 ° de longitud E. Fa un diàmetre de 167 km. El nom va ser fet oficial per la UAI l'any 1964 i fa referència al proper cràter Cauchy.